# モントビル (クイーンズランド州)
モントビル（Montville）はオーストラリア、クイーンズランド州のブリスベンから約120km北方のサンシャイン・コースト内陸部にある町。人口853人 。

## 概要
サンシャイン・コーストの内陸部、ブラッカル山脈の尾根上にある町である。
1859年ごろからモントビル周辺の材木を切り出すために、林業が盛んになり始めた。1887年に最初の定住者が現れ、そこから町としての発展の歴史が始まる。最初に入植した者たちは、最初にパイナップルやアボカド、マカダミア・ナッツなどの農業を、そして次に畜産業をはじめた。1903年に美術学校が作られ、1920年代にはリゾートとしての開発が始まる。この頃から徐々に、農林業の町から、美術およびリゾートとしての町へ生まれ変わることになった。サンシャインコーストの海岸地帯とは、気温が夏には3-4度低く、冬には海岸地帯よりも夜間の気温が暖かいこともあり、快適に過ごせる町として、余暇を楽しむ町として発展していくことになる。

## 観光
芸術家、工芸家が住む町として知られ、メインストリートには様々な工芸品売る土産屋が並ぶ。
近隣にはオーストラリア動物園、コンダリラ国立公園、釣りを楽しむことができるバルーン湖（ダム湖）などがあり、ブリスベン周辺からの余暇を楽しむ観光客が多く訪れる。